# GREM2
GREM2 (англ. Gremlin 2, DAN family BMP antagonist) – білок, який кодується однойменним геном, розташованим у людей на 1-й хромосомі. Довжина поліпептидного ланцюга білка становить 168 амінокислот, а молекулярна маса — 19 320.
| 10         |  | 20         |  | 30         |  | 40         |  | 50         |
| ---------- |  | ---------- |  | ---------- |  | ---------- |  | ---------- |
| MFWKLSLSLF |  | LVAVLVKVAE |  | ARKNRPAGAI |  | PSPYKDGSSN |  | NSERWQHQIK |
| EVLASSQEAL |  | VVTERKYLKS |  | DWCKTQPLRQ |  | TVSEEGCRSR |  | TILNRFCYGQ |
| CNSFYIPRHV |  | KKEEESFQSC |  | AFCKPQRVTS |  | VLVELECPGL |  | DPPFRLKKIQ |
| KVKQCRCMSV |  | NLSDSDKQ   |  |            |  |            |  |            |

A: Аланін

C: Цистеїн

D: Аспарагінова кислота

E: Глутамінова кислота

F: Фенілаланін

G: Гліцин

H: Гістидин

I: Ізолейцин

K: Лізин

L: Лейцин

M: Метіонін

N: Аспарагін

P: Пролін

Q: Глутамін

R: Аргінін

S: Серин

T: Треонін

V: Валін

W: Триптофан

Кодований геном білок за функціями належить до цитокінів, білків розвитку. 
Білок має сайт для зв'язування з молекулою гепарину. 
Секретований назовні.